# السبیل، حماة
السبیل (به عربی: السبیل) یک روستا در سوریه است که در ناحیه مرکزی سلمیه واقع شده‌است. السبیل ۱٬۹۵۸ نفر جمعیت دارد.